# Méduse (coopérative)
Méduse est une coopérative de producteurs et de diffuseurs artistiques, culturels et communautaires, situé dans la ville de Québec (Canada).
Fondée en 1993, la coopérative a ouvert ses portes en 1995.  Sa création fait partie des premiers efforts de la ville de Québec dans les années 1990 sous l'impulsion du maire Jean-Paul L'Allier afin de revitaliser le quartier Saint-Roch, l'un des quartiers centraux de la ville.  Le complexe de 4 000 mètres carrés a été installé dans une série d'anciens bâtiments résidentiels abandonnés sur la Côte d'Abraham, importante artère reliant la basse-ville et la haute-ville de Québec.  Deux objectifs principaux ont présidé à la mise en place du complexe: la dynamisation du secteur par les arts (la ville promouvant en outre l'installation d'ateliers d'artistes dans le secteur et de l'École des Arts Visuels de l'Université Laval dans l'Édifice de La Fabrique, une ancienne usine abandonnée), et la création d'une synergie entre différents secteurs artistiques par la proximité des intervenants,.
L'édifice regroupe aujourd'hui dix organismes sans but lucratif qui œuvrent dans le domaine artistique, culturel et communautaire, et est considéré comme le fer de lance de la « révolution artistique » du quartier,.

## Le bâtiment
Les bureaux de Méduse ainsi que ses 10 organismes membres se trouvent dans le quartier Saint-Roch en jonction entre la Basse-Ville et la Haute-Ville de Québec. Les locaux regroupent une superficie d'environ 4 000m2.
L'ensemble des travaux de rénovation pour accueillir la coopérative Méduse a été effectué par l'architecte Émile Gilbert en 1995. Des nouveaux travaux de rénovation et de mise aux normes ont débuté en décembre 2020 et se termineront vers la fin de l'année 2021.

## Fonctionnement
L'organisme est géré par un Conseil d'administration qui est composé d'un représentant pour chaque organismes membres.
L'ensemble de ces organismes disposent de leur propre espace de travail et participent à la vie associative de Méduse. Ces membres sont indépendants dans leurs actions et leurs mandats. Cependant, les organismes abrités par Méduse travaillent en coopération et en collaboration ce qui permet d'offrir aux artistes et aux usagers des équipements et des services importants.
Cette collaboration entre les organismes membres se fait ressentir dans des événements ou activités qui peuvent regrouper plusieurs membres.
Les membres de Méduse bénéficient d'appuis et de supports provenant d'organisations privées et publiques de la région de Québec.

## Les organismes abrités par Méduse

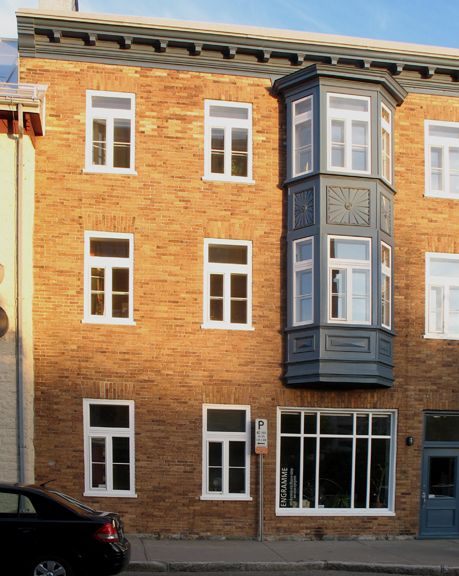
Engramme, rue De Saint-Vallier

Logo Méduse (2011 - 2015)

- Antitube est un diffuseur et un producteur d'événements reliés au monde de la vidéo, du cinéma et des nouvelles images.
- L'Atelier de la mezzanine est un atelier communautaire qui offre des conditions de production en art visuel à des artistes peu familiers avec le milieu artistique contemporain en proposant des occasions de rencontres et d'échanges entre des artistes professionnels, semi-professionnels ou autodidactes.
- Avatar est une association d'artistes qui se consacrent à la recherche, à la création et à la diffusion des arts audio et électroniques, en offrant des espaces, des équipements et la logistique de diffusion et de création audio.
- La Bande Vidéo encourage la production vidéo au Québec par des activités de production, de support aux artistes et par le concours panquébécois de vidéo semi-professionnel Vidéastes recherché-e.
- Engramme est un collectif d'artistes liés à l'estampe, fournissant des ateliers, des activités de production d'événements et de diffusion d'œuvres dans ce domaine.
- L'Œil de poisson, d'abord un atelier de promotion de la photographie d'art, est devenu un centre d'artistes autogéré qui favorise l'interdisciplinarité de l'art contemporain via des événements, des ateliers, des conférences, des spectacles et des publications.
- Manif d'art, biennale des arts visuels actuels à Québec.
- Les productions Recto-Verso est un groupe de production et de diffusion d'œuvres scéniques qui comprennent souvent des composantes multidisciplinaires. Recto-Verso produit en outre le festival du Mois Multi, spécialisé en création scénique et en musique électronique, et gère les deux grands espaces de diffusion de la coopérative Méduse, le studio d'Essai et la salle Multi.
- Spira est un producteur coopératif de films et de vidéos indépendants en fiction et en documentaire.  Il fournit en outre des équipements de production cinématographique, des salles de montages et divers services et lieux de rencontres entre les membres.  Il s'agit du principal organisme québécois de cinéma indépendant à l'extérieur de Montréal.
- Vu est un centre de création, d'exposition et de diffusion de la photographie contemporaine, qui organise en outre des événements spéciaux et possède des équipements de production et des studios de développement en photographie numérique et conventionnelles. Vu gère également les éditions J'ai VU, spécialisés en photographie.

## Art publique
L'oeuvre, Les Cones d'Abraham est présent sur l'édifice du 501, Côte d'Abraham depuis 1995. Une oeuvre de Denis Farley et Pierre Fournier. 